# Il était une fois James Dean

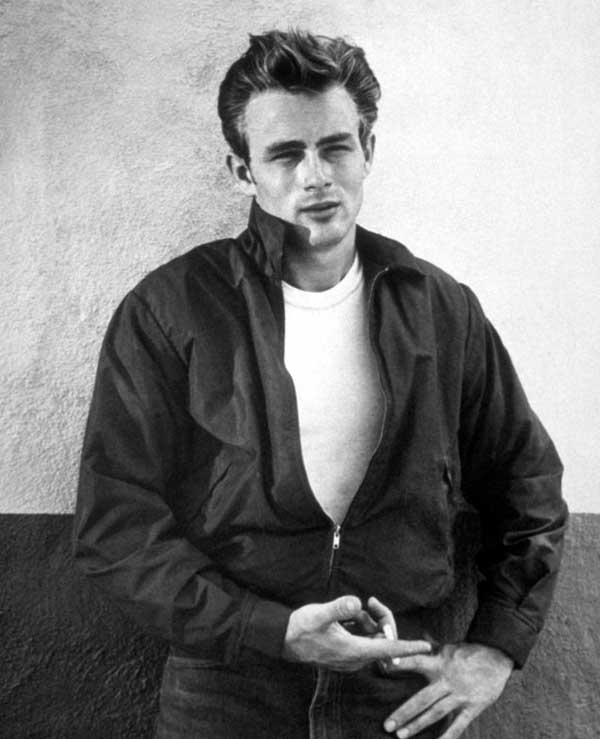
James Dean dans La Fureur de vivre.

Il était une fois James Dean (James Dean) est un téléfilm américain réalisé par Mark Rydell, diffusé le 4 août 2001 sur TNT.

## Synopsis
La vie tragique de James Dean.

## Fiche technique
- Réalisation : Mark Rydell
- Scénariste : Israel Horovitz
- Société de production : Five Mile River Films, Gerber Pictures, Marvin Worth Productions, Splendid Television
- Durée : 120 minutes

## Distribution
- James Franco (VF : Gaëtan Wenders) : James Dean
- Michael Moriarty : Winton Dean
- Valentina Cervi : Pier Angeli
- Enrico Colantoni : Elia Kazan
- David Proval : Daniel Mann
- Andrew Prine : Rogers Brackett
- Edward Herrmann : Raymond Massey
- Joanne Linville : Hedda Hopper
- John Pleshette (en) : Billy Rose
- Barry Primus : Nicholas Ray
- Samuel Gould : Martin Landau
- Wendy Benson : Julie Harris
- Amy Rydell : Christine White